# 9. јул
9. јул (9.7.) је 190. дан године по грегоријанском календару (191. у преступној години). До краја године има још 175 дана.

## Догађаји
- 1386 — У бици код Земпаха савез швајцарских кантона потукао је знатно надмоћнију војску Леополда III Хабзбурга. Ова битка забележена је у историји ратовања као прва победа пешадије над коњицом.
- 1519 — Шпански конкистадор Ернан Кортес искрцао се на обалу Мексичког залива, где је основао град Веракруз и почео освајање Мексика које је завршио 1521. године уништењем царства Астека.
- 1609 — Цар Светог римског царства Рудолф II, да би придобио чешке протестанте, издао је повељу о слободи вероисповести у Чешкој.
- 1686 — Формирана је Аугсбуршка алијанса између немачко-римског цара Леополда I, Шпаније, Шведске, Холандије и Саксоније против француског краља Луја XIV.
- 1701 — Битка код Карпија између аустријских и француских снага. Прва битка у Рату за шпанско наслеђе и аустријска победа.
- 1746 — Француска флота је стигла на територију Пондишери у Индији, која је потом постала француски посед. Враћена је Индији 1954.
- 1762 — Абдицирао је руски цар Петар III Фјодорович Романов, неколико месеци по преузимању престола. Цар је потом ухапшен и убијен по наредби његове супруге, будуће царице Катарине II Алексејевне, познате као Катарина Велика.
- 1810 — Наполеон Бонапарта анектирао је Холандију.
- 1816 — На Конгресу у Тукуману проглашена је независност Уједињених провинција Рио де ла Плате (Аргентина) од Шпаније.
- 1877 — Одржан је први тениски турнир у Вимблдону.
- 1913 — Победом српске војске над бугарским трупама завршена је битка на Брегалници у Другом балканском рату. Битка је почела 30. јуна када су бугарске трупе без објаве рата напале српску и грчку војску у Македонији, дотадашње савезнике у борби против Турске.
- 1922 — Амерички пливач, касније филмски глумац („Тарзан“) Џони Вајсмилер постао је први пливач који је за мање од једне минуте (58,6 секунди) препливао 100 m.
- 1940 — Поморска Битка код Калабрије.
- 1944 — Америчке снаге у Другом светском рату заузеле острво Сајпан у Пацифику, једну од највећих војно-поморских база Јапана.
- 1944 — Британске и канадске трупе преузеле су од Немаца у Другом светском рату град Каен у Нормандији, након жестоког бомбардовања и једномесечних битака.
- 1960 — Совјетски лидер Никита Хрушчов упозорио је САД да не интервенишу против Кубе, јер ће у том случају СССР подржати кубански народ.
- 1963 — Потписан је споразум о формирању Федерације Малезије, у чији састав су ушли Малаја, Сингапур, Саравак и Северни Борнео. Две године касније Сингапур је иступио из Малезије.
- 1971 — Последња америчка база у Вијетнаму предата је трупама Јужног Вијетнама.
- 1993 — Користећи генетичку методу ДНК фингерпринтинга британски научници идентификовали су посмртне остатке руског цара Николаја II Романова и чланова његове породице, који су убијени у лето 1918. у Јекатеринбургу.
- 1996 — Русија је наставила офанзиву на чеченске сепаратисте, пошто је Борис Јељцин поново изабран за председника.
- 1997 — Боксер тешке категорије Мајк Тајсон кажњен је забраном бављења спортом на годину дана и новчаном казном од три милиона долара зато што је током меча за светског шампиона у тешкој категорији 28. јуна, противника, Ивандера Холифилда, угризао за ухо.
- 2001 — Апелациони суд у Сантјагу суспендовао је процес против бившег чилеанског диктатора Аугуста Пиночеа прогласивши га ментално неспособним. Пиноче је ухапшен 1998. у Лондону због злочина почињених у Чилеу након доласка на власт војним ударом 1973.
- 2003 — Србија и Црна Гора примљене су у пуноправно чланство Групе држава за борбу против корупције (Group of States against Corruption - GRECO).
- 2006 — Завршено светско првенство у фудбалу и то у Немачкој, победом Италије над селекцијом Француске.
- 2011 — Јужни Судан, одвојивши се од Судана, постао самостална држава.
- 2015 — Угашен Радио Б92

## Рођења
- 1578 — Фердинанд II, цар Светог римског царства (1619—1637). (прем. 1637)[1]
- 1834 — Јан Неруда, чешки новинар, писац и песник. (прем. 1891)
- 1911 — Џон Арчибалд Вилер, амерички теоријски физичар. (прем. 2008)
- 1914 — Вили Штоф, источнонемачки политичар, председник (1973—1976) и премијер Источне Немачке (1964—1973 и 1976—1989). (прем. 1999)
- 1922 — Драгутин Добричанин, српски глумац. (прем. 1988)
- 1925 — Борислав Станковић, српски кошаркаш и кошаркашки тренер, дугогодишњи генерални секретар ФИБА. (прем. 2020)
- 1926 — Бен Рој Мотелсон, дански нуклеарни физичар, добитник Нобелове награде за физику (1975). (прем. 2022)
- 1928 — Федерико Бамонтес, шпански бициклиста. (прем. 2023)
- 1938 — Брајан Денехи, амерички глумац, продуцент и редитељ. (прем. 2020)[2]
- 1939 — Слободан Станишић, српски писац.
- 1942 — Ричард Раундтри, амерички глумац. (прем. 2023)
- 1946 — Бон Скот, аустралијски музичар, најпознатији као певач групе AC/DC. (прем. 1980)
- 1950 — Адријано Паната, италијански тенисер.
- 1951 — Крис Купер, амерички глумац.
- 1951 — Предраг Милосављевић, српски музичар, најпознатији као члан групе Галија.
- 1953 — Бранко Јеринић, српски глумац.
- 1955 — Џими Смитс, амерички глумац.
- 1956 — Том Хенкс, амерички глумац, редитељ и продуцент.
- 1957 — Кели Макгилис, америчка глумица.
- 1962 — Никола Чутурило, српски музичар.
- 1963 — Звонимир Ђукић Ђуле, српски музичар, најпознатији као оснивач, певач и гитариста групе Van Gogh.
- 1964 — Ђанлука Вијали, италијански фудбалер и фудбалски тренер. (прем. 2023)
- 1964 — Кортни Лав, америчка музичарка и глумица.
- 1966 — Зоран Терзић, српски одбојкаш и одбојкашки тренер.
- 1967 — Јордан Лечков, бугарски фудбалер.
- 1968 — Паоло ди Канио, италијански фудбалер и фудбалски тренер.
- 1974 — Никола Ђуричко, српски глумац и ТВ водитељ.
- 1974 — Никола Шарчевић, шведско-српски музичар, најпознатији као басиста и певач групе Millencolin.
- 1975 — Џек Вајт, амерички музичар и музички продуцент.
- 1976 — Никола Јестратијевић, српски кошаркаш.
- 1978 — Кара Гаучер, америчка атлетичарка (тркачица на дуге стазе).
- 1985 — Мирза Бегић, словеначки кошаркаш.
- 1985 — Ешли Јанг, енглески фудбалер.
- 1991 — Ивана Дудић, српска глумица и мађионичарка.
- 1992 — Тони Катић, хрватски кошаркаш.
- 1994 — Џордан Мики, амерички кошаркаш.
- 1995 — Марко Јанковић, српски фудбалер.
- 1995 — Андреја Стевановић, српски кошаркаш.

## Смрти
- 1441 — Јан ван Ајк, фламански сликар. (рођ. отприлике 1390)
- 1654 — Фердинанд IV, краљ Чешке (1646—54) и Угарске (1647—54). (рођ. 1633)
- 1746 — Филип V, краљ Шпаније (1700-24 и 1724-46). (рођ. 1683)
- 1797 — Едмунд Берк, британски државник, политички теоретичар и филозоф. (рођ. 1729)
- 1850 — Закари Тејлор, амерички генерал, 12. Председник САД (1849—50). (рођ. 1784)
- 1856 — Амедео Авогадро, италијански физичар и хемичар. (рођ. 1776)
- 1932 — Кинг Кемп Џилет, амерички проналазач, оснивач компаније Џилет. (рођ. 1855)
- 1941 — Божидар Аџија, југословенски политичар. (рођ. 1890)
  - Отокар Кершовани, новинар и револуционар (рођ. 1902)
- 1971 — Мара Ђорђевић-Малагурски,  буњевачко-српска књижевница и етнограф. (рођ. 1894)[3]
- 1974 — Ерл Ворен, амерички политичар и правник, 30. гувернер Калифорније (1943—53), 14. председник Врховног суда САД (1953—69). (рођ. 1891)
- 1989 — Федор Никић, српски историограф. (рођ. 1899)

## Празници и дани сећања
- Српска православна црква слави:
  - Преподобног Давида
  - Празник иконе Тихфинске
  - Празник иконе Одигитрије
  - Празник Богородичине иконе Лидске